# Christian Wilhelmsson
Christian Wilhelmsson (wym. [ˈkrɪstɪjan ˈvɪl(h)ɛ(l)m.ˈsɔn]; ur. 8 grudnia 1979 w Malmö) – szwedzki piłkarz występujący na pozycji prawoskrzydłowego.

## Kariera klubowa
Christian Wilhelmsson zawodową karierę rozpoczął w 1997 w Mjällby, gdzie pełnił początkowo rolę rezerwowego. W drugim sezonie występów w tym zespole wywalczył już sobie miejsce w podstawowym składzie. W 2000 Wilhelmsson przeniósł się do norweskiego klubu Stabæk Fotball, gdzie spędził ponad 3 sezony. W 2003 Szwed podpisał natomiast kontrakt z RSC Anderlechtem, z którym zdobył mistrzostwo Belgii oraz zadebiutował w rozgrywkach Ligi Mistrzów.
Kolejnym klubem w karierze Szweda było francuskie FC Nantes, z którego zimą 10 stycznia 2007 został wypożyczony do włoskiej Romy. Umowa zawierała opcję transferu definitywnego po zakończeniu sezonu i jeśli włoski klub by z niej skorzystał, to zapłaciłby Nantes 3 miliony euro. W Serie A Wilhelmsson zadebiutował 14 stycznia w pojedynku z Messiną. Z Romą zdobył Puchar Włoch. W późniejszym czasie również na zasadzie wypożyczenia Szwed trafił do Boltonu Wanderers, by w 30 stycznia 2008 odejść do Deportivo La Coruña. Pierwszą bramkę dla hiszpańskiej drużyny Wilhelmsson zdobył 1 marca w wygranym 2:1 spotkaniu przeciwko Sevilli.
Latem 2008 szwedzki gracz odszedł do saudyjskiego Al-Hilal, z którym zdobył mistrzostwo kraju w sezonie 2009/2010. Z klubem rozstał się w 2012 roku. W 2012 roku grał w Los Angeles Galaxy, a w 2013 roku został zawodnikiem Baniyas SC.

## Kariera reprezentacyjna
W reprezentacji Szwecji Wilhelmsson zadebiutował 31 stycznia 2001 w zremisowanym 0:0 meczu przeciwko Wyspom Owczym. Wcześniej występował w drużynie do lat 21, dla której w latach 2000–2001 rozegrał 16 spotkań i strzelił 2 bramki. Razem z dorosłą kadrą wystąpił na 3 wielkich turniejach. Na Mistrzostwach Europy 2004 razem z zespołem dotarł do ćwierćfinału, w którym w rzutach karnych lepsi okazali się Holendrzy. Na Mistrzostwach Świata 2006 Szwedzi w 1/8 finału zostali wyeliminowani przez Niemcy. Wychowanek Mjällby wystąpił wówczas we wszystkich 4 pojedynkach, jednak w żadnym z nich nie grał w pełnym wymiarze czasowym. W 2008 Wilhelmsson pojechał na mistrzostwa Europy, jednak już w pierwszym meczu doznał kontuzji, która wykluczyła go z gry do końca turnieju. W 2012 wystąpił na ME 2012 w Polsce i Ukrainie.